# BLC1
BLC1 (Breakthrough Listen Candidate 1) je radijski signal, o katerem so poročali v okviru iskanja nezemeljske inteligence (SETI) in bi lahko izviral od zvezde Proksima Kentavra. To je Soncu najbližja znana zvezda, oddaljena približno 4,2 svetlobnega leta. 
Signal s frekvenco 982,002 MHz je imel zelo ozko pasovno širino, zato je po mnenju številnih radijskih astronomov manj verjetno, da ga je povzročil naravni radijski vir. Navidezni premik frekvence je bil v skladu z Dopplerjevim učinkom glede na gibanje Proksime Kentavra b, planeta zvezde Proksima Kentavra, vendar nasproten od tega, kar bi pričakovali, saj se njegova frekvenca ni zmanjšala, temveč se je povečala.
Signal so odkrili med 30-urnim opazovanjem, ki sta ga aprila in maja 2019 izvedla program Breakthrough Listen in Observatorij Parkes v Avstraliji. Pri nadaljnjih opazovanjih decembra 2020 signala niso znova zaznali, kar bi bilo sicer potrebno za potrditev, da je signal morda tehnološki podpis (angleško technosignature ali technomarker).
Februarja 2021 so v novi študiji izračunali, da je glede na verjetnost razvoja civilizacije, zmožne radijskega komuniciranja, na najbližji zvezdi Sonca, približno 10−8, zaradi kopernikanskega načela verjetnost umetnega radijskega signala iz sistema Alfe Kentavra zelo majhna.
25. oktobra 2021 so raziskovalci objavili dve študiji, v katerih so zaključili, da bi signal lahko bil človeška radijska motnja.